# Елмо (Гросето)
Елмо (итал. Elmo) је насеље у Италији у округу Гросето, региону Тоскана.
Према процени из 2011. у насељу је живело 44 становника. Насеље се налази на надморској висини од 506 м.